# Neolític ceràmic

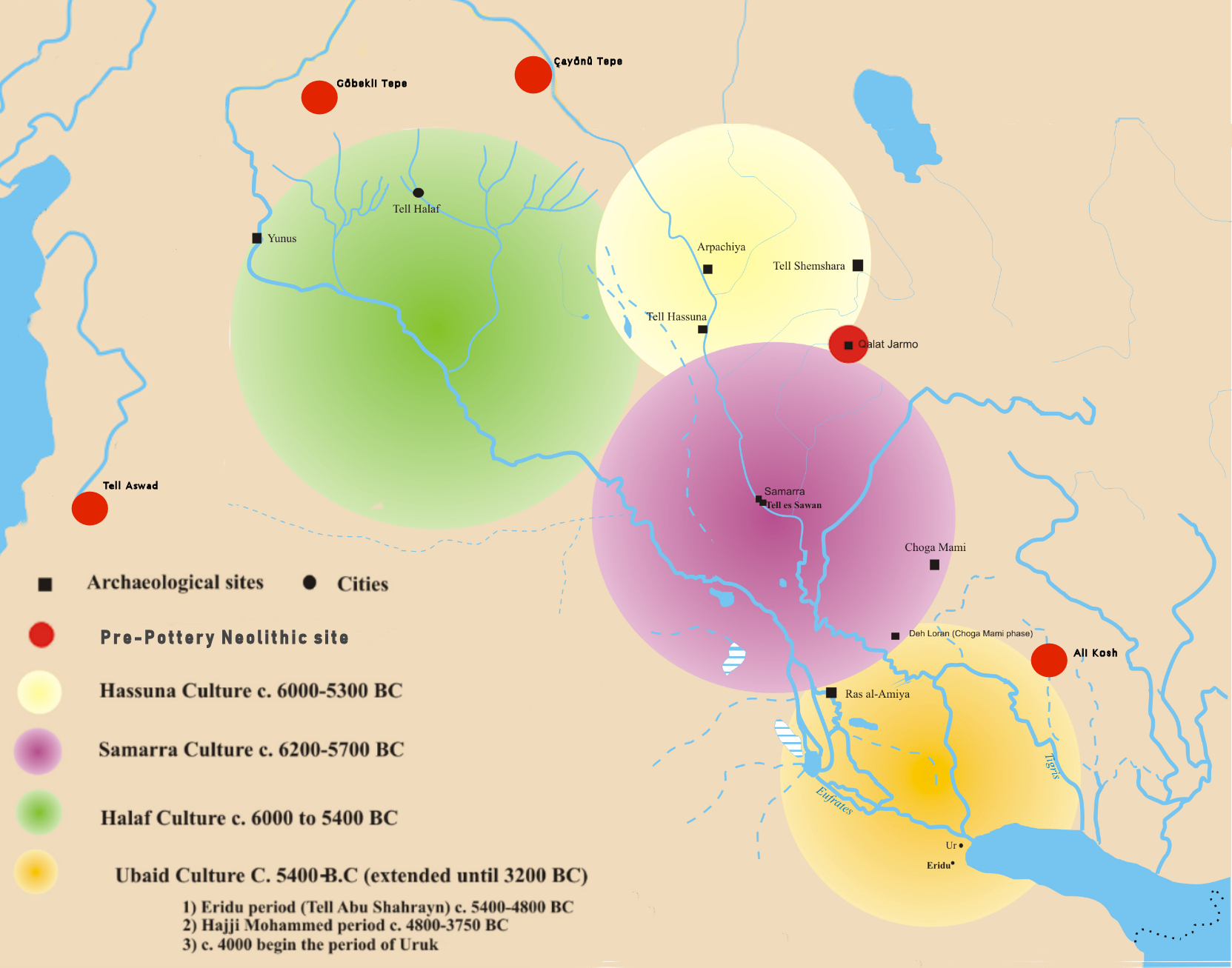
Després de la fase inicial del Neolític preceràmic, des del nord-oest de Mesopotàmia fins a Jarmo (punts vermells, al voltant del 7500 aC), la cultura del Neolític ceràmic de Mesopotàmia al VII-V mil·lenni aC es va centrar al voltant de la cultura d'Hassuna al nord, la cultura d'Halaf al nord-oest, la cultura de Samarra al centre de Mesopotàmia i la cultura Obeid al sud-est, que després es va expandir fins a cobrir tota la regió

El Neolític ceràmic o Neolític tardà va començar al voltant del 6.400 aC al Creixent Fèrtil, succeint el període del Neolític preceràmic. Aleshores van sorgir cultures distintives amb ceràmica, com la cultura d'Halaf (Turquia, Síria, Alta Mesopotàmia) i Obeid (Baixa Mesopotàmia). Aquest període s'ha dividit encara més, en Neolític ceràmic A (PNA, Pottery Neolithic A) i Neolític ceràmic B (PNB, Pottery Neolithic B) en alguns llocs.
El període calcolític (Edat de pedra - Edat del bronze) va començar cap al 4500 aC. Després va començar l'Edat del bronze cap al 3500 aC, amb la invenció de l'escriptura, substituint les cultures neolítiques i començant el període històric.

## Llevant meridional
El Neolític del Llevant meridional es divideix en les fases «preceràmic» i «ceràmic» (o Neolític tardà), inicialment basades en la seqüència establerta per Kathleen Kenyon a Jericó. A la zona mediterrània, el Neolític ceràmic se subdivideix en dues subfases i diverses cultures regionals, tot i que es debat el grau en què aquests representen fenòmens culturals reals:
- Neolític ceràmic A (PNA, Pottery Neolithic A) o Neolític tardà 1 (LN1, Late Neolithic 1)
  - Cultura Jarmukiana
  - Cultura Lodiana (Jericó ix)
- Neolític ceràmic B (PNB, Pottery Neolithic B) o Neolític tardà 2 (LN2, Late Neolithic 2)
  - Cultura de Uadi Raba

A les regions desèrtiques de l'est del Llevant meridional (Badia), tot el període es coneix com el Neolític Tardà (c. 7000–5000 aC). Està marcat per l'aparició de les primeres societats pastorals al desert, que potser hi van emigrar després de l'abandonament dels grans assentaments del Neolític preceràmic B (PPNB, Pre-Pottery Neolithic B) cap a l'oest.
Al sud de Nègueb i del desert del Sinaí, el Neolític tardà es caracteritza per la cultura timniana, que va persistir fins a l'edat del bronze.

## Mesopotàmia

### Els primers experiments amb ceràmica (c. 7000 aC)
Els jaciments mesopotàmics del nord de Tell Hassuna i Jarmo són alguns dels jaciments més antics de l'Orient Pròxim on s'ha trobat ceràmica, que apareix en els nivells més recents d'excavació, que daten del mil·lenni VII aC. Aquesta ceràmica està feta a mà, de disseny senzill i amb parets gruixudes, i tractada amb un dissolvent vegetal. Hi ha figures d'argila (zoomòrfiques o antropomòrfiques), incloses figures de dones embarassades que es consideren deesses de la fecunditat, similars a la deessa mare de les cultures neolítiques posteriors de la mateixa regió.

### La cultura d'Halaf (6000–5000 aC)
La ceràmica estava decorada amb patrons i ornaments geomètrics abstractes, una característica pròpia de la cultura d'Halaf, també coneguda per les seves figuretes de fertilitat en argila, pintades amb línies. L'argila envoltava l'objecte o era el material principal; sovint les figures modelades es pintaven amb decoració de color negre. Es feien olles acurades i tenyides, sobretot gerres i bols. Com a colorants, les argiles que contenien òxids de ferro es diluïen en diferents graus o es barrejaven diversos minerals per produir diferents colors.

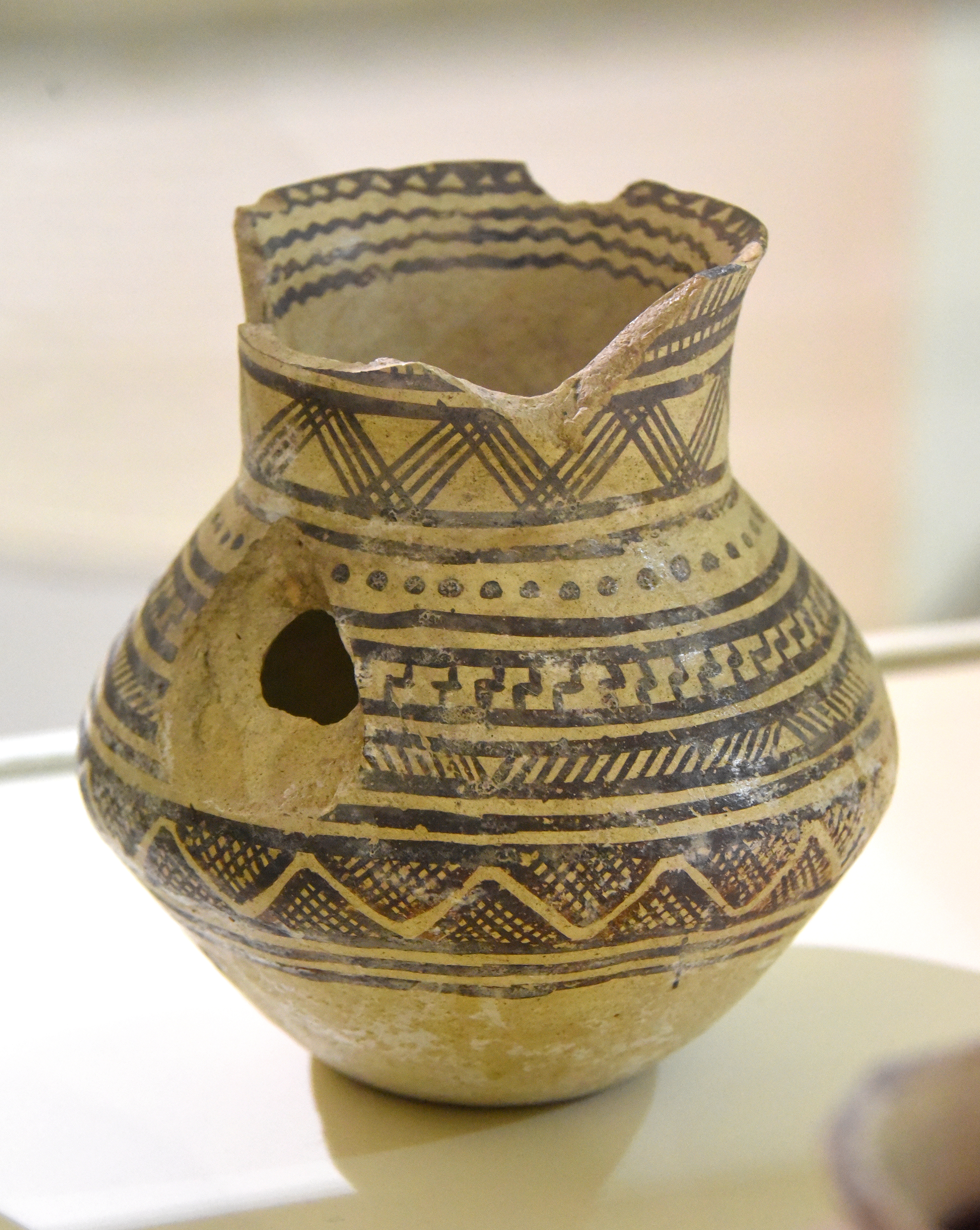
Gerro de ceràmica decorat amb diversos motius geomètrics; 4900-4300 aC. Museu de la Civilització d'Arbela (Arbela, Iraq)
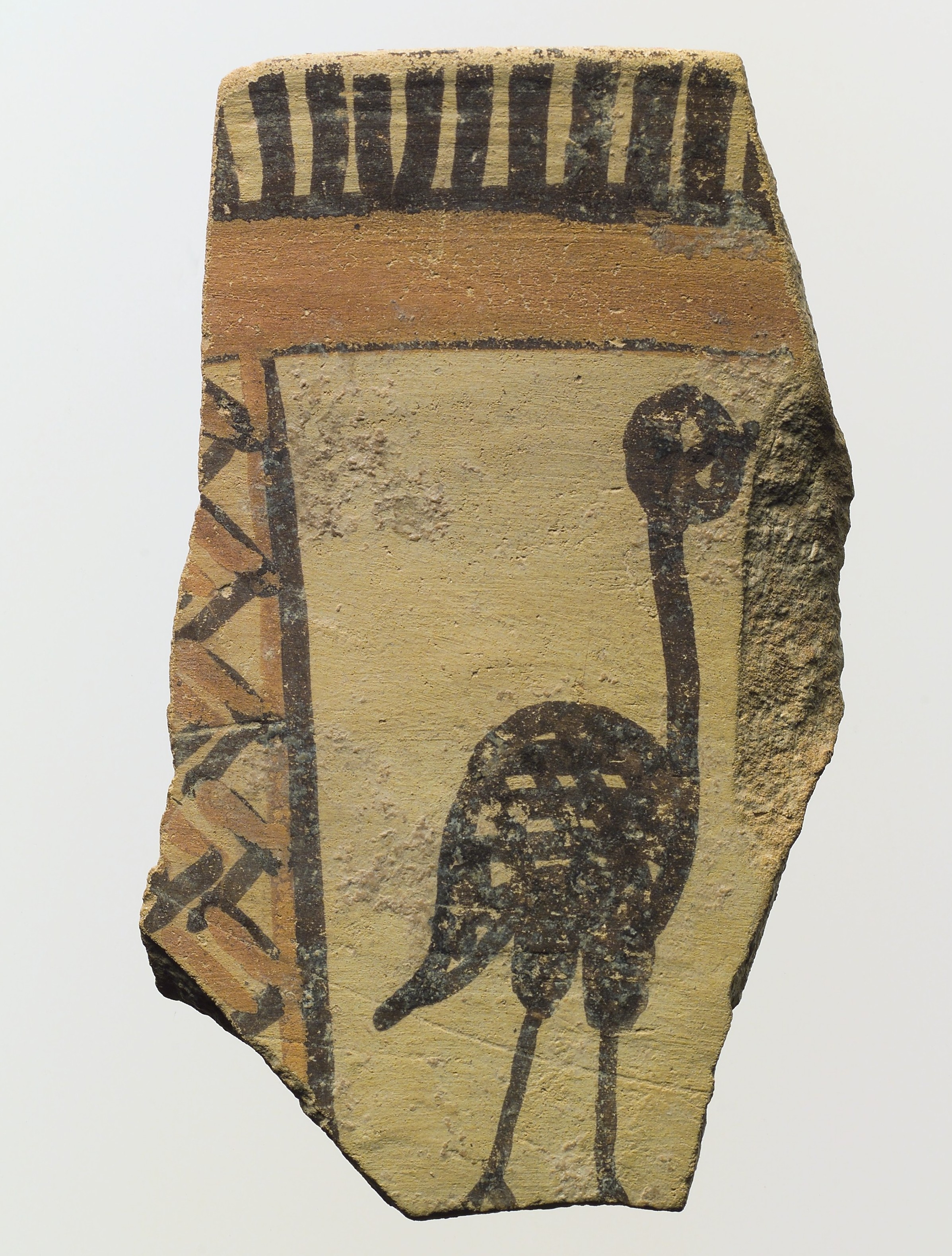
Fragment de ceràmica pintada; 5600-5000 aC; 7,19 × 4,19 cm
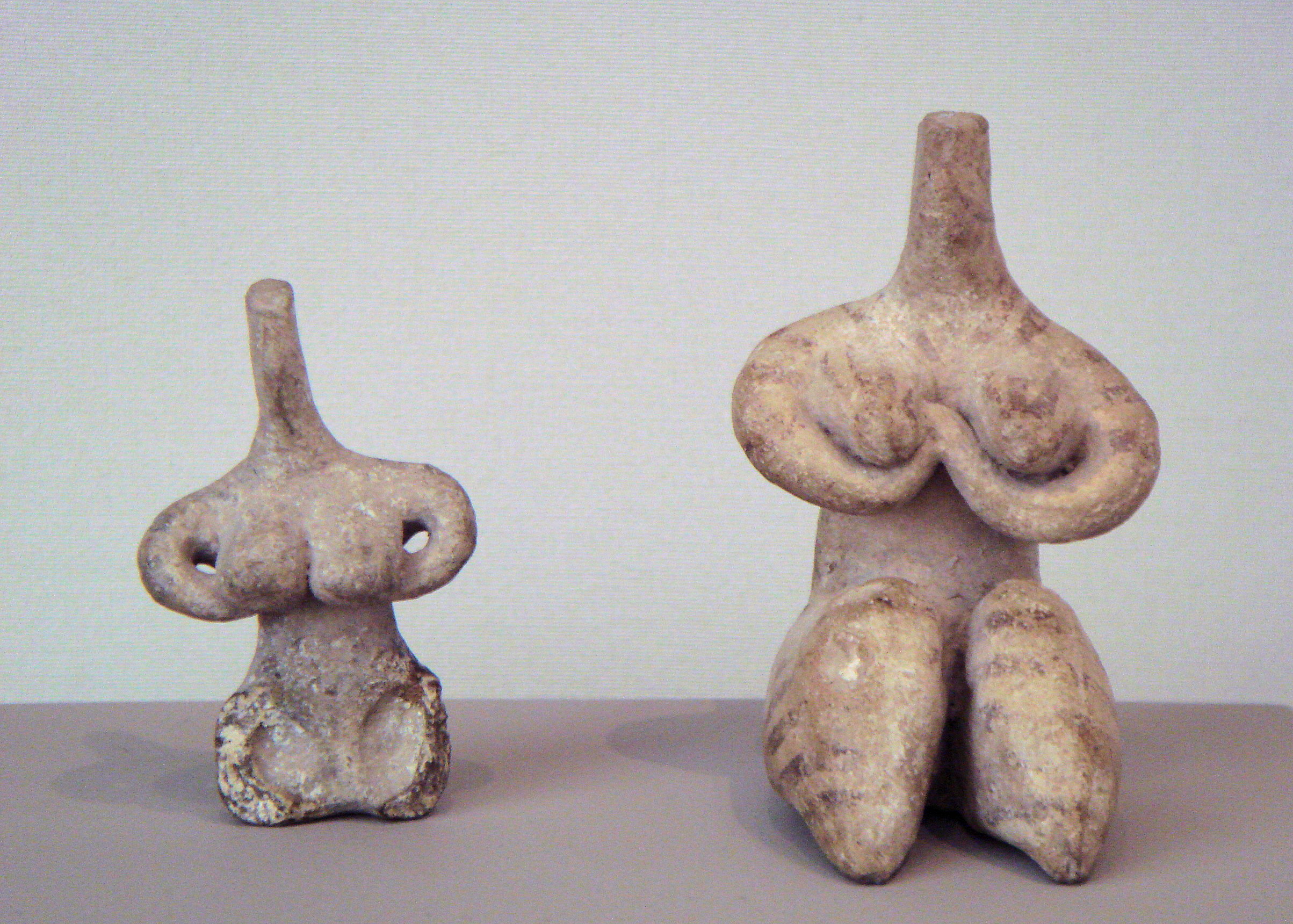
Figures femenines, 6000-5100 aC. Museu del Louvre
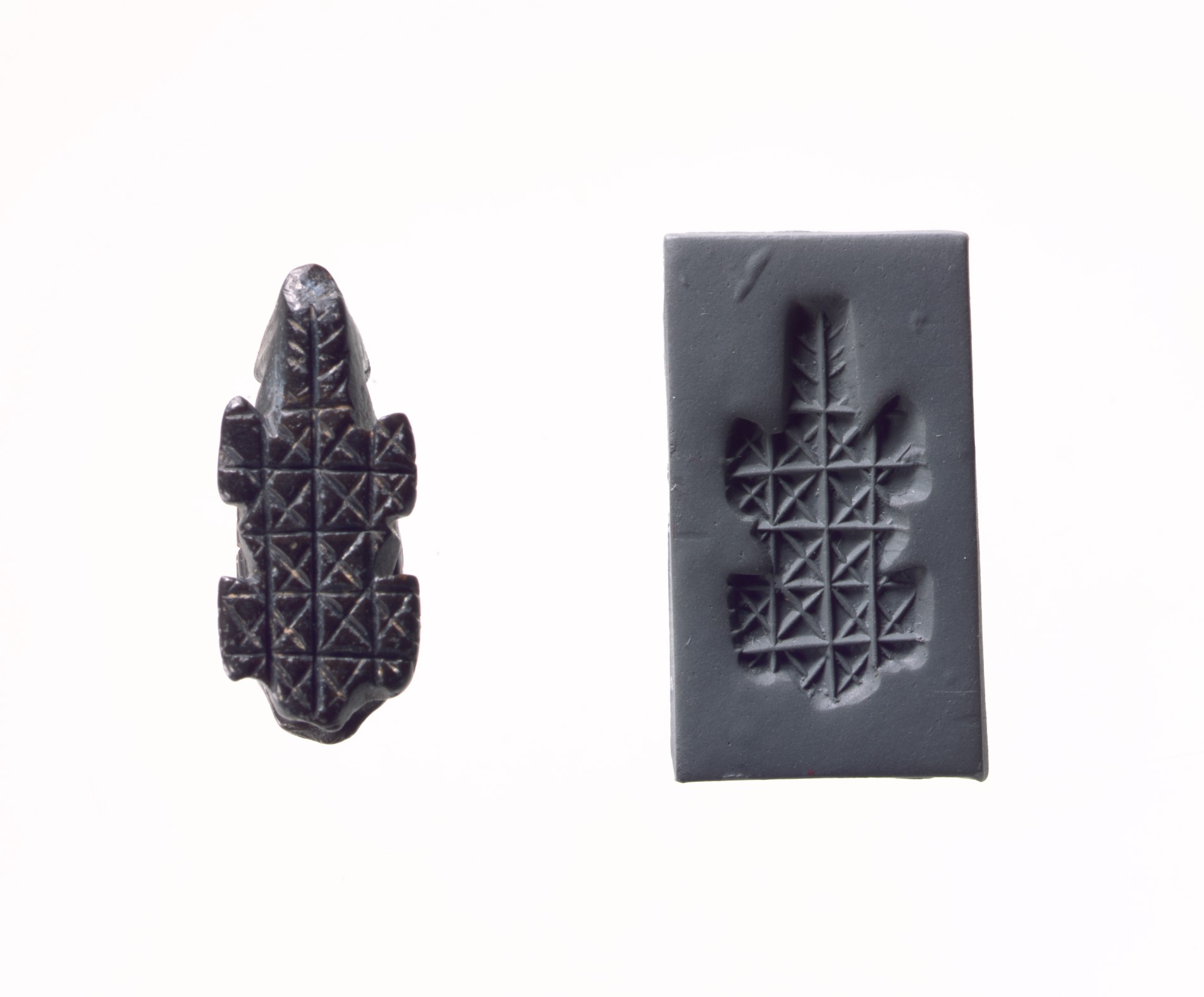
Segell i la seva impressió (motius geomètrics)
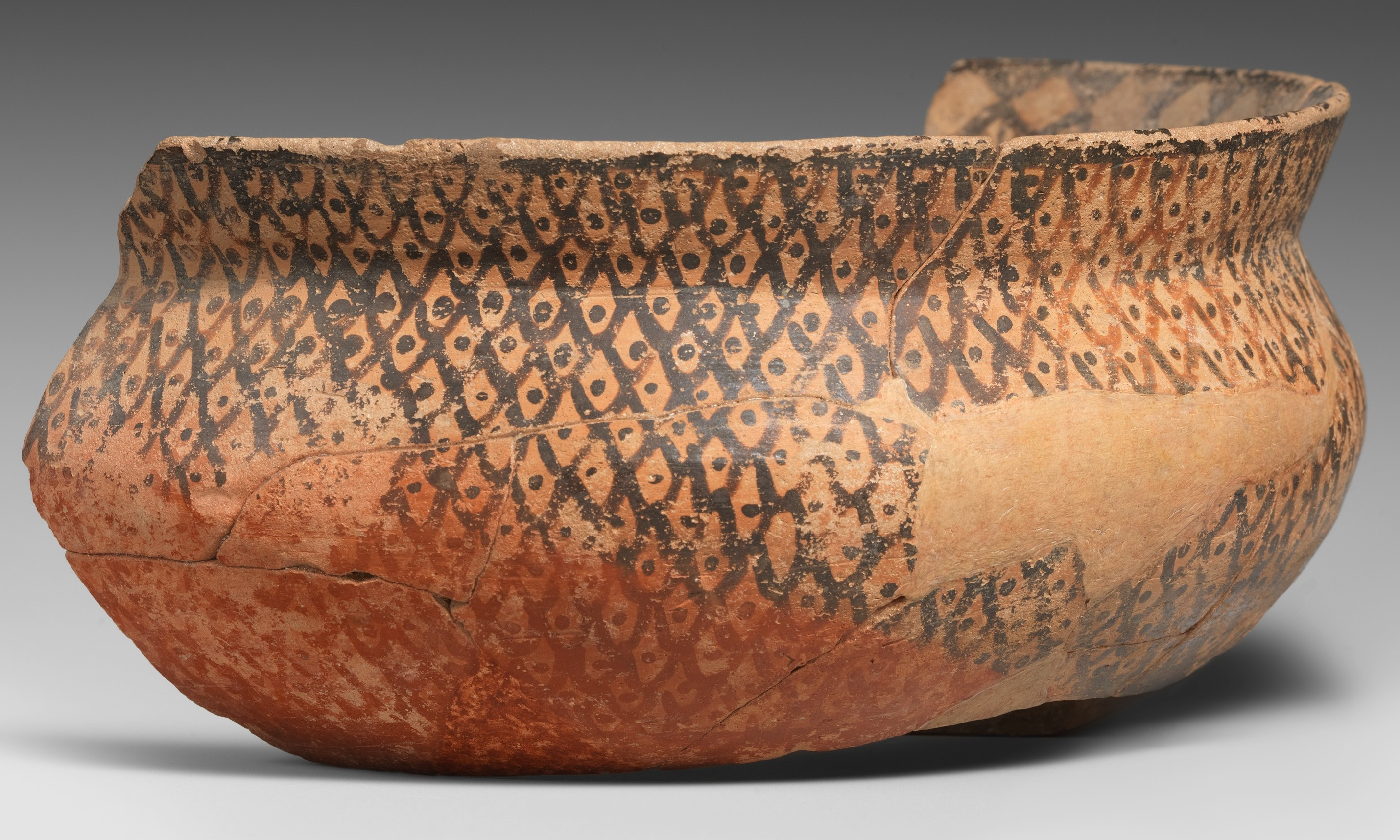
Fragment d'un bol, 5600-5000 aC; 8,2 cm
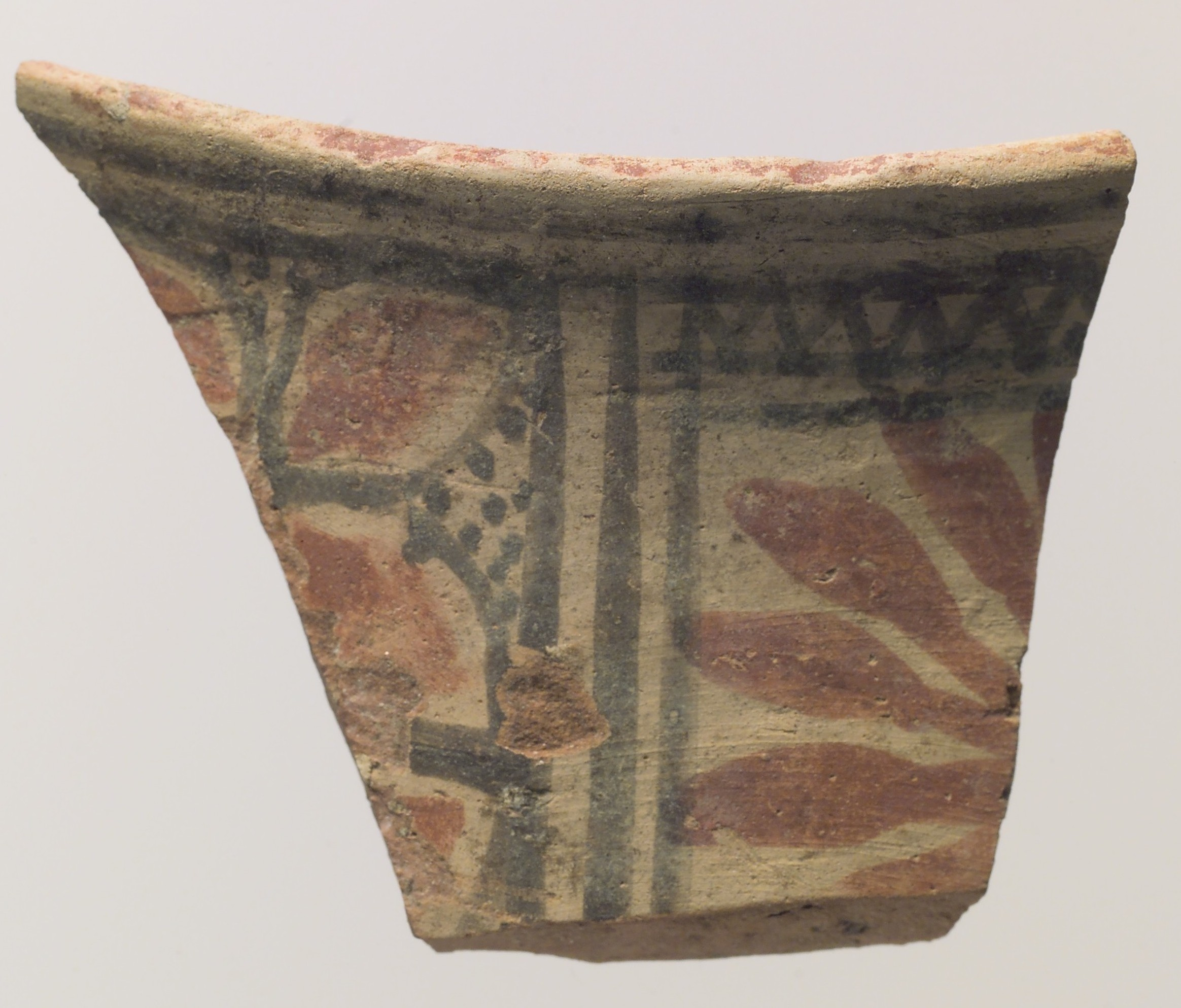
Fragment de ceràmica pintada, 5600-5000 aC; 3,96 × 5,21 cm

La cultura d'Halaf va veure l'aparició més antiga de segells. Tenien patrons essencialment geomètrics.
Les figures femenines de fecunditat en argila pintada, possiblement deesses, també apareixen en aquest període, entre 6000 i 5100 aC.

### Cultura d'Hassuna (6000-5000 aC)
La cultura d'Hassuna és una cultura arqueològica neolítica del nord de la Mesopotàmia que data del començament del mil·lenni VI aC. El seu nom porta el nom del lloc tipus de Tell Hassuna, a l'Iraq. Un altre lloc on s'ha trobat material de la cultura d'Hassuna és Tell Shemshara. La decoració de la ceràmica consisteix essencialment en formes geomètriques i en uns quants dissenys d'ibex.

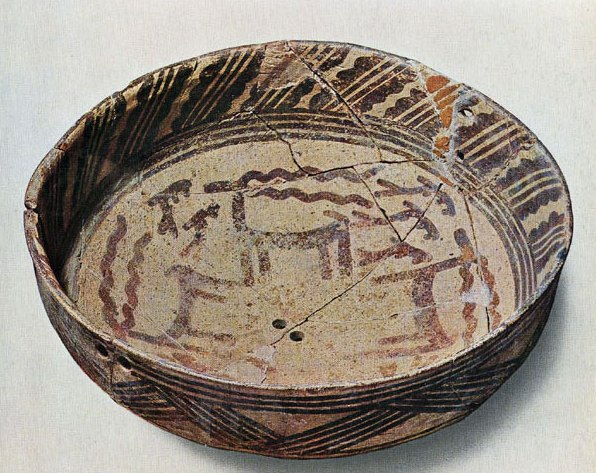
Bol pintat amb motius geomètrics vermells, 5500 aC
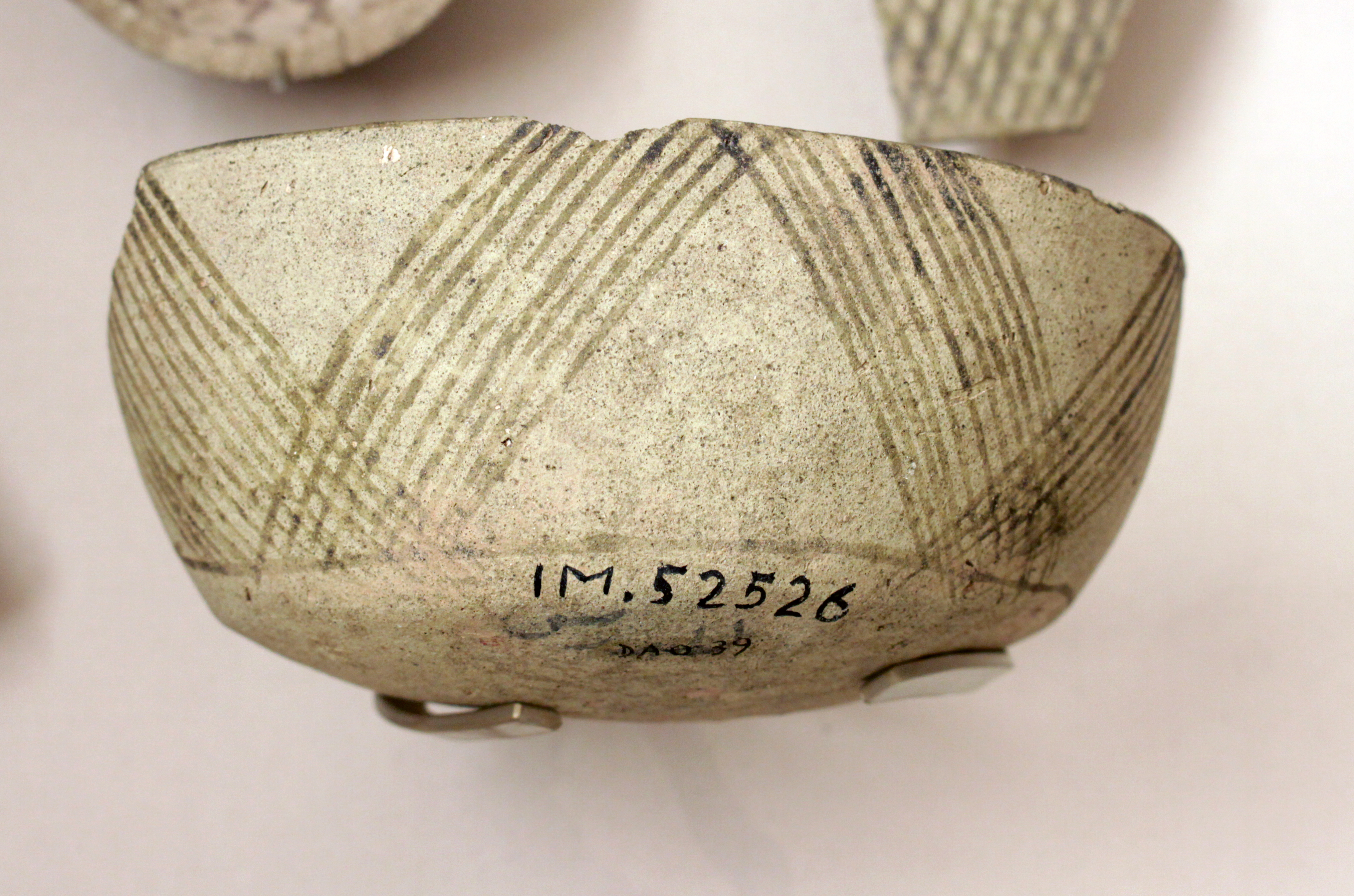
Fragment de ceràmica amb decoració incisa i pintada (ceràmica de bandes), 6500 - 6000 AC.
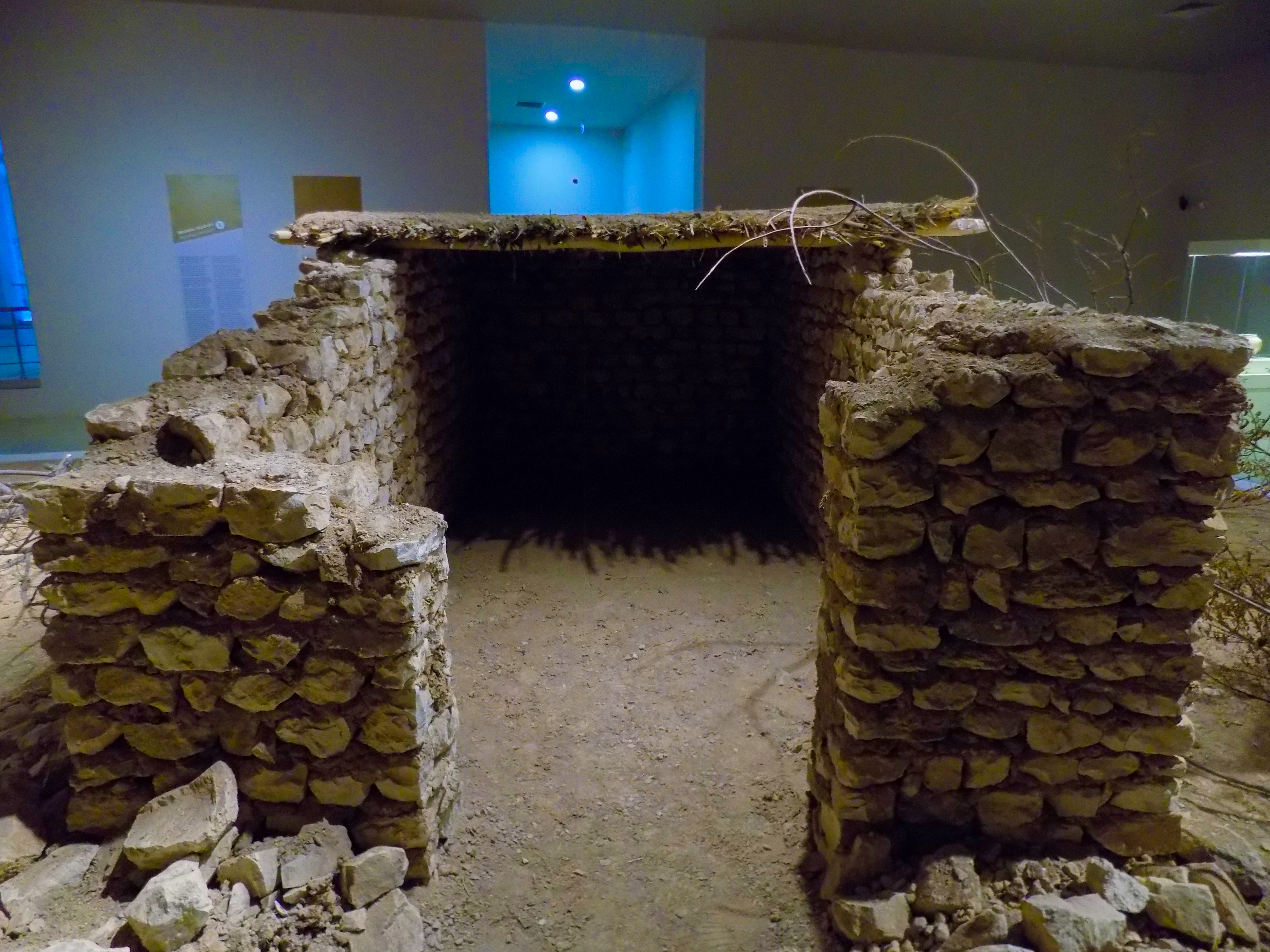
Reconstitució d'un habitatge del Neolític al nord de Mesopotàmia (Akarcay Tepe II)
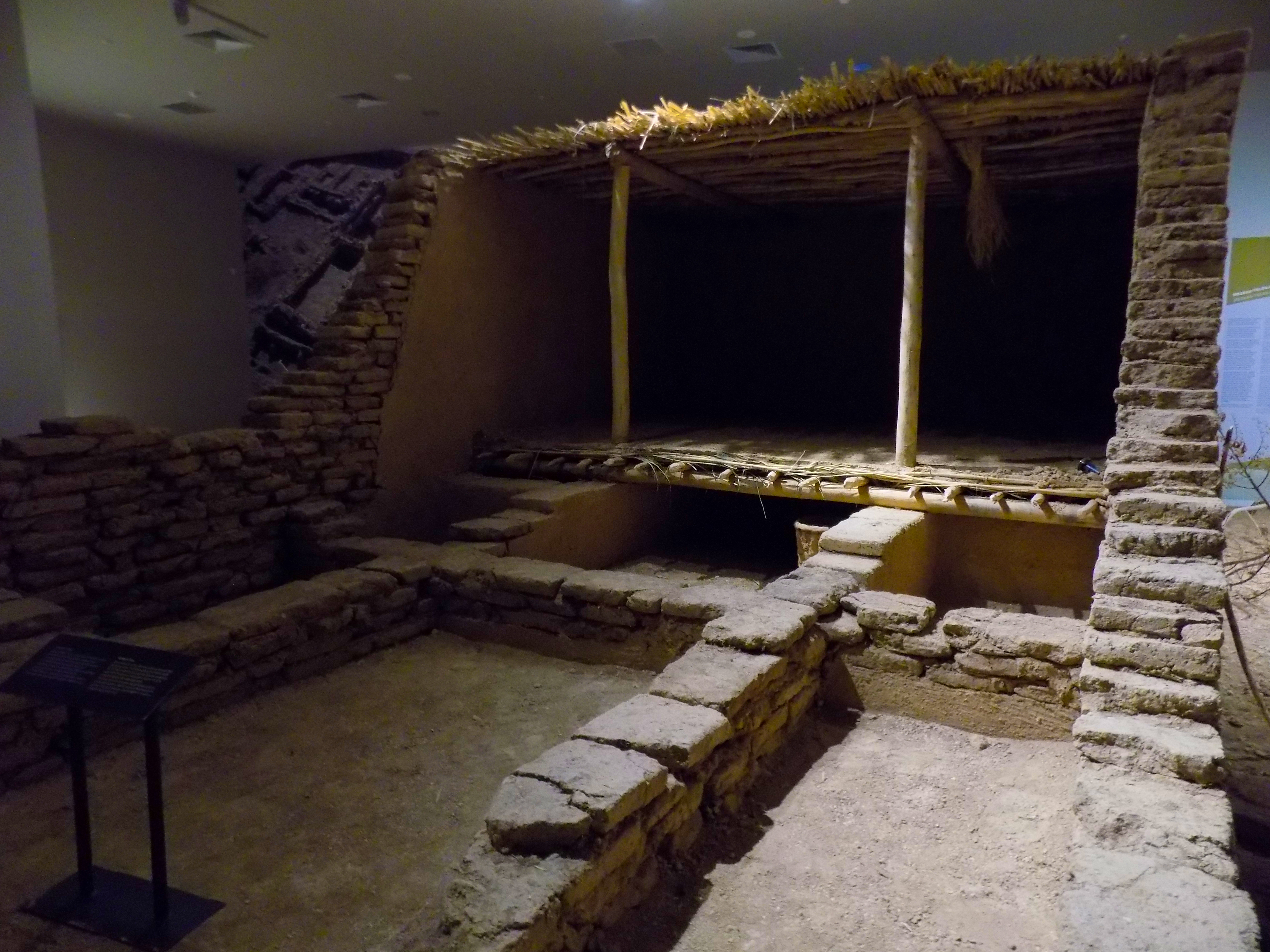
Reconstitució d'un habitatge del Neolític al nord de Mesopotàmia (Akarcay Tepe II)

### Cultura de Samarra (6000–4800 aC)
La cultura de Samarra és una cultura arqueològica calcolítica al nord de Mesopotàmia que datada aproximadament el 5500-4800 aC. Se superposa parcialment amb la cultura d'Hassuna i la cultura d'Obeid primerenca.

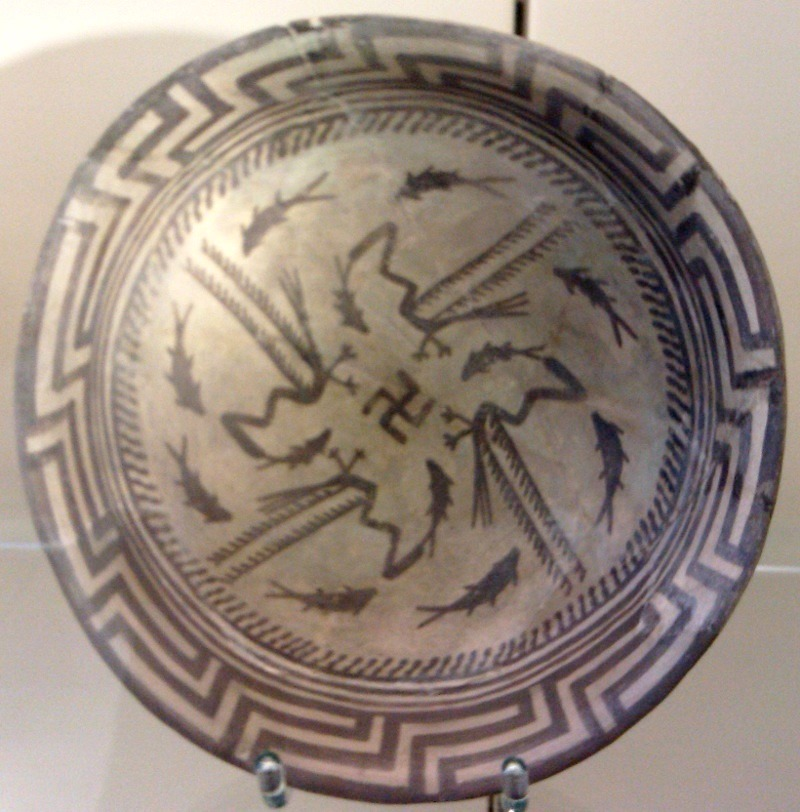
Plat de ceràmica on hi ha pintat un cercle de vuit peixos i quatre peixos nedant cap al centre sent atrapats per quatre ocells, amb una esvàstica al centre; c. 4000 aC; diàmetre: 27,7 cm; Museu Vorderasiatisches (Berlín)
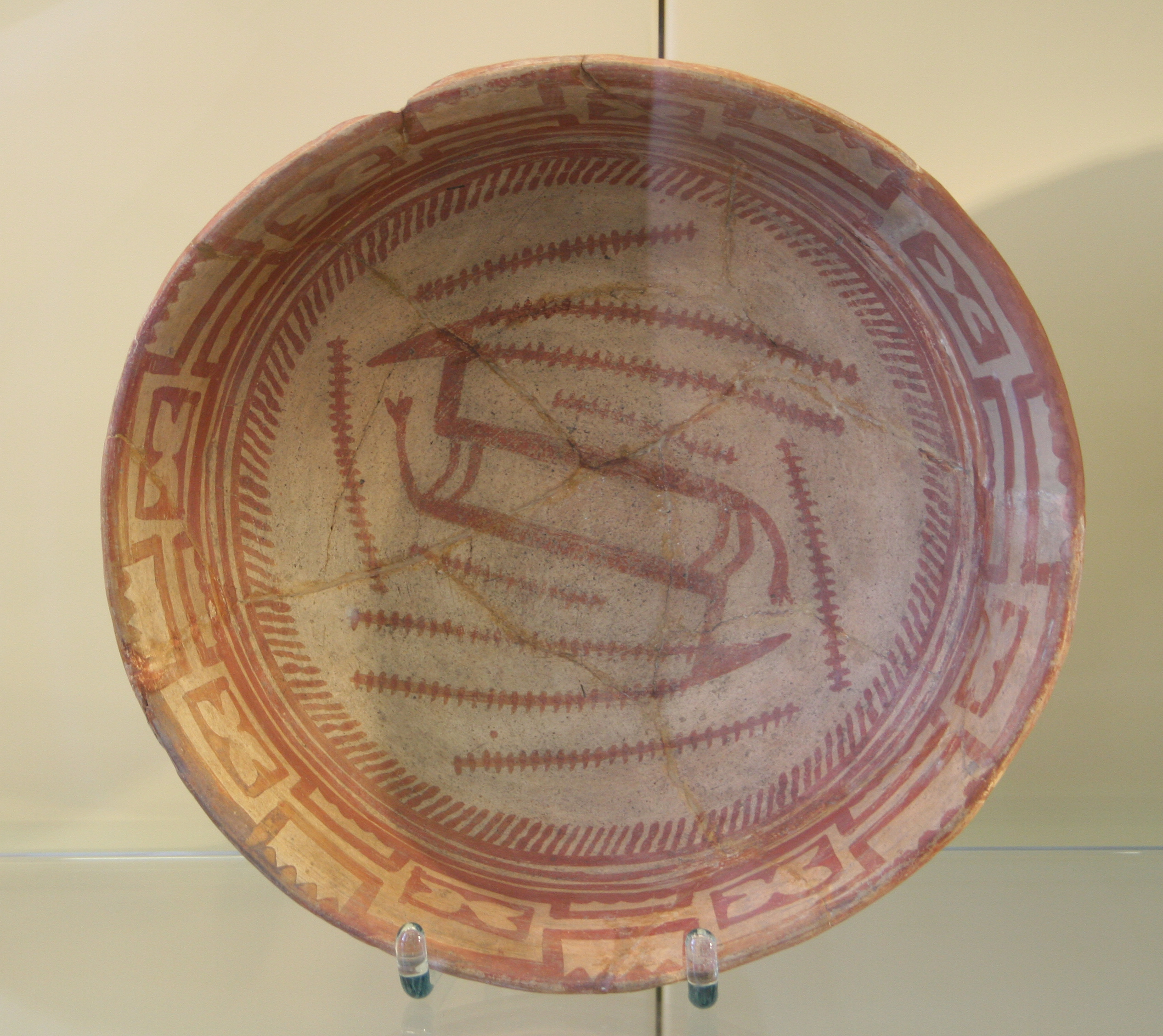
Plat amb un ibex pintat al centre; c. 6200-5700 aC; Museu Vorderasiatisches
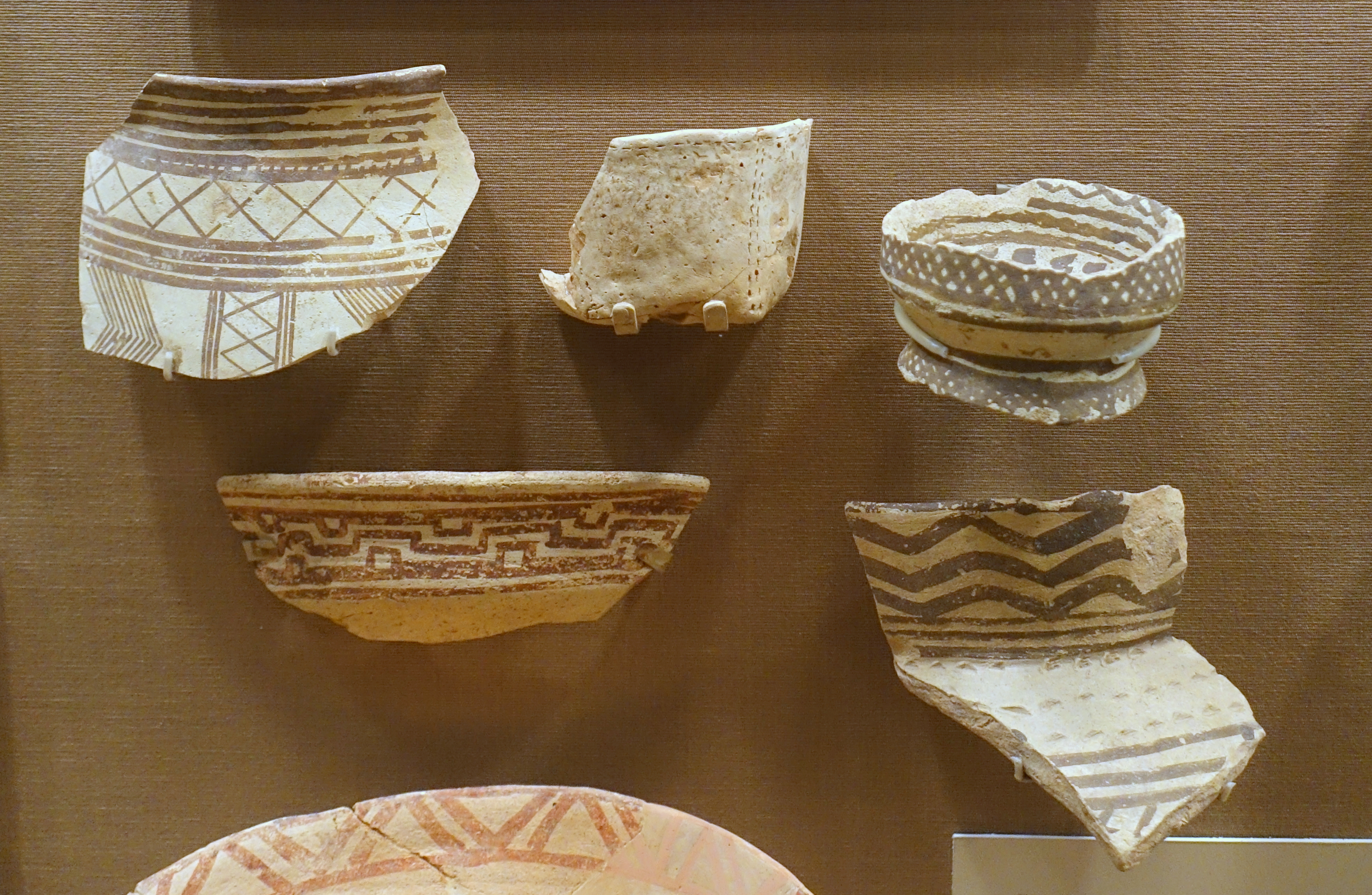
Fragments de ceràmica amb dissenys geomètrics. Museu de l'Institut Oriental de Chicago (Estats Units d'Amèrica)
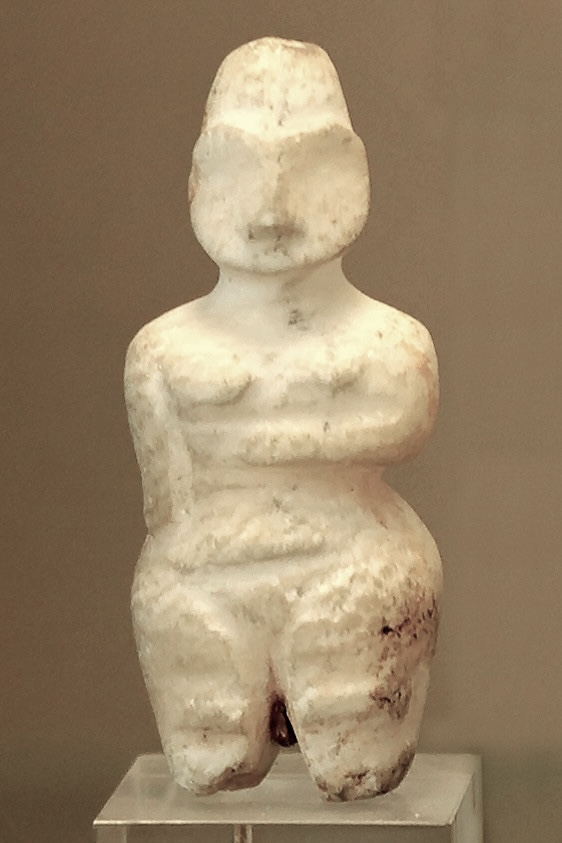
Petita estàtua femenina. Tell es Sawwan (a prop de Samarra), nivell 1, c. 6000 aC.

### Cultura d'Obeid (6500–3800 aC)
El període d'Obeid (c. 6500-3800 aC) és un període prehistòric de la Mesopotàmia. El nom deriva de Tell al-'Ubaid (al sud de la Mesopotàmia), on la primera gran excavació de material del període d'Ubaid va ser dirigida inicialment per Henry Hall i després per Leonard Woolley.

A la Baixa Mesopotàmia, el període és el primer període conegut a la plana al·luvial, tot i que és probable que existeixin períodes anteriors enterrats sota l'al·luvió. Al sud té una durada molt llarga, entre uns 6500 i 3800 aC, quan es substitueix pel període d'Uruk.

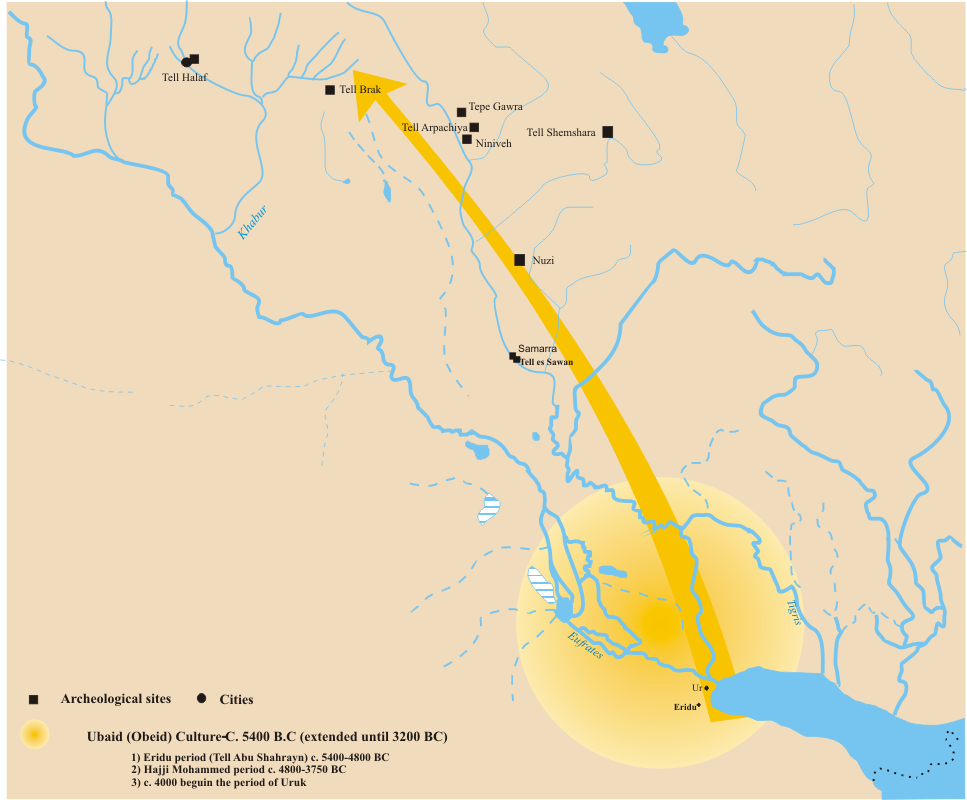
Expansió cap al nord de la cultura d'Obeid a partir del 4500 aC
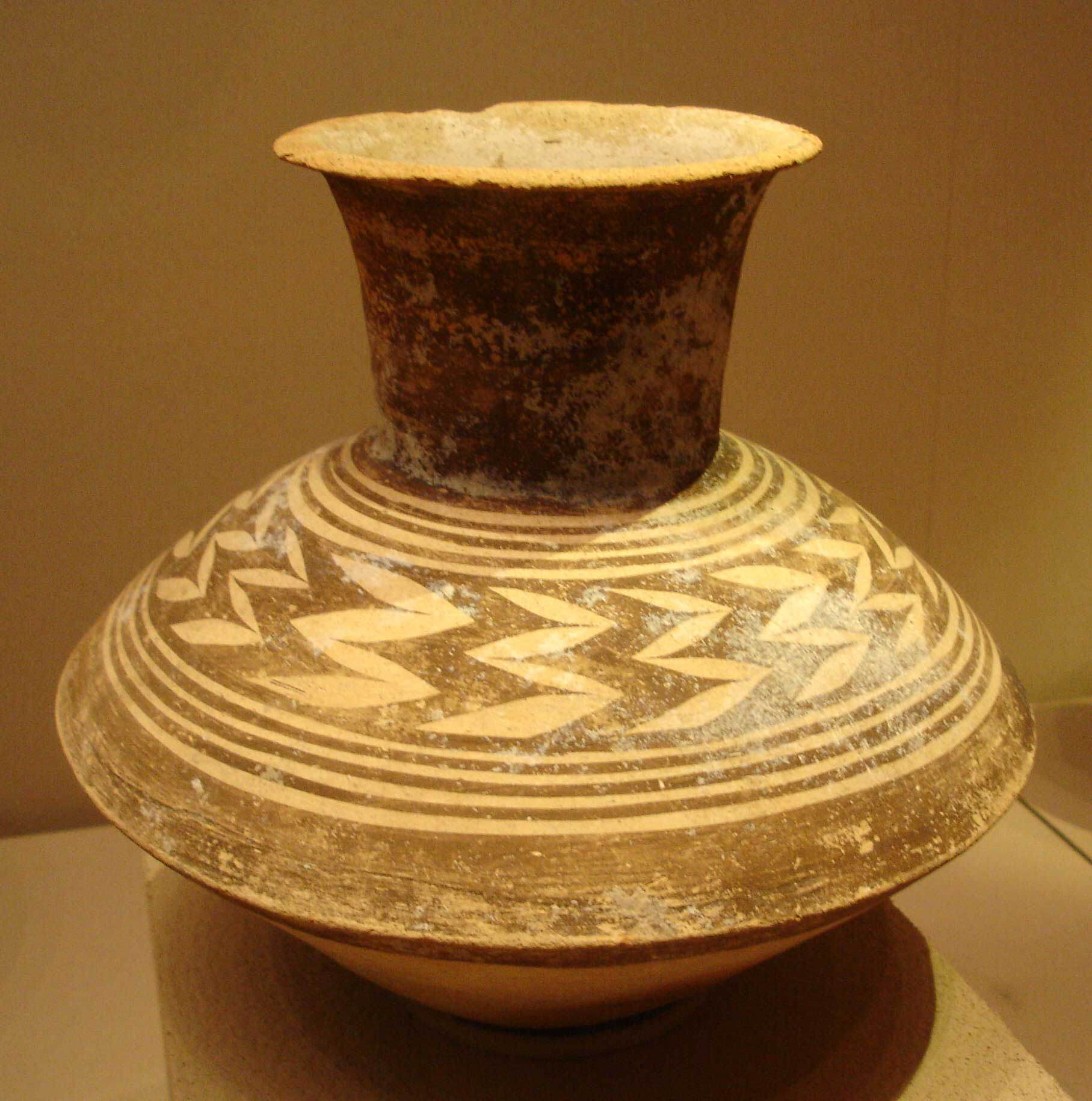
Gerro del període d'Obeid tardà (4500-4000 aC). Museu de Belles Arts de Boston (Estats Units d'Amèrica)
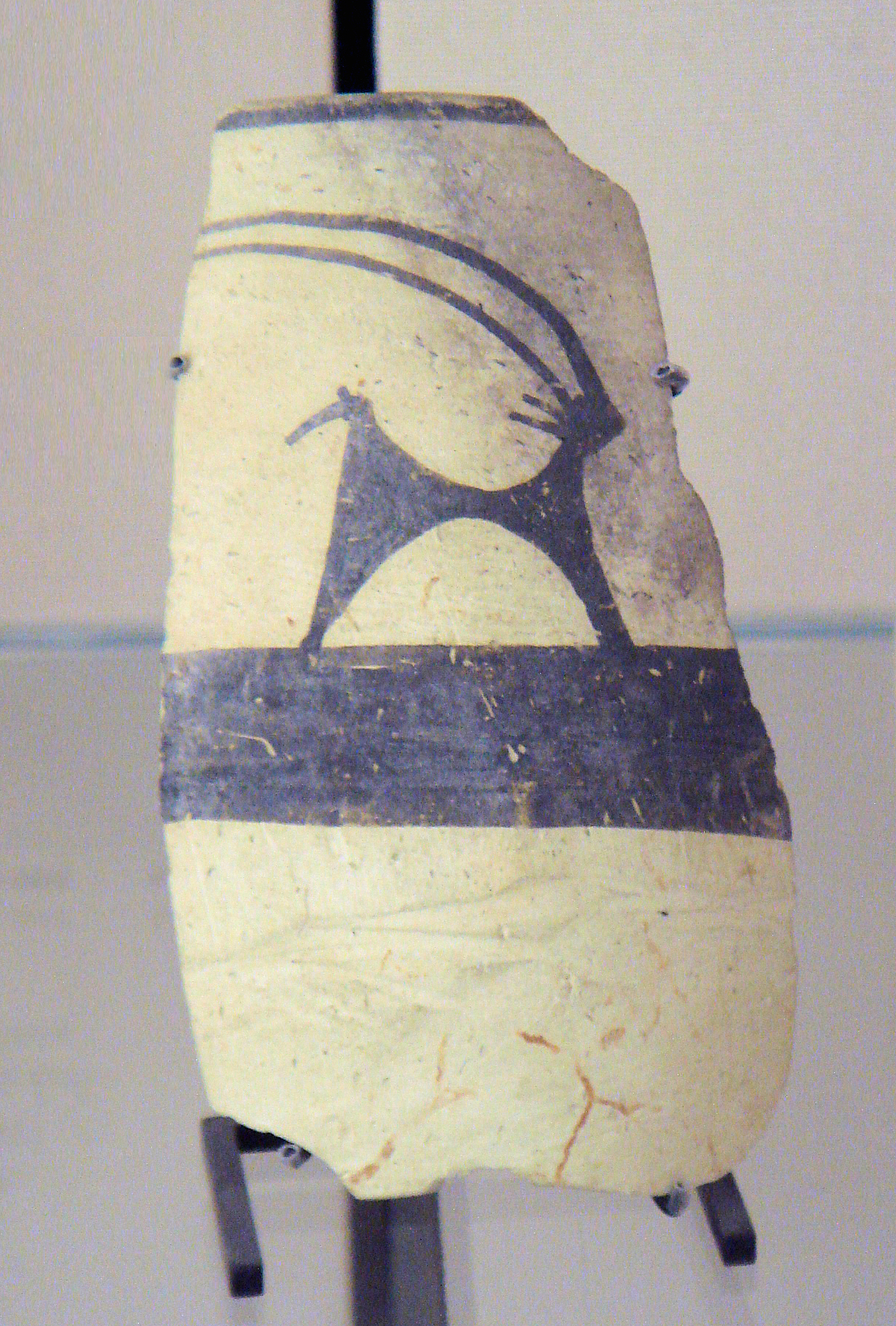
Fragment de ceràmica amb una pintura d'un ibex. Girsu, 4700-4200 aC. Museu del Louvre
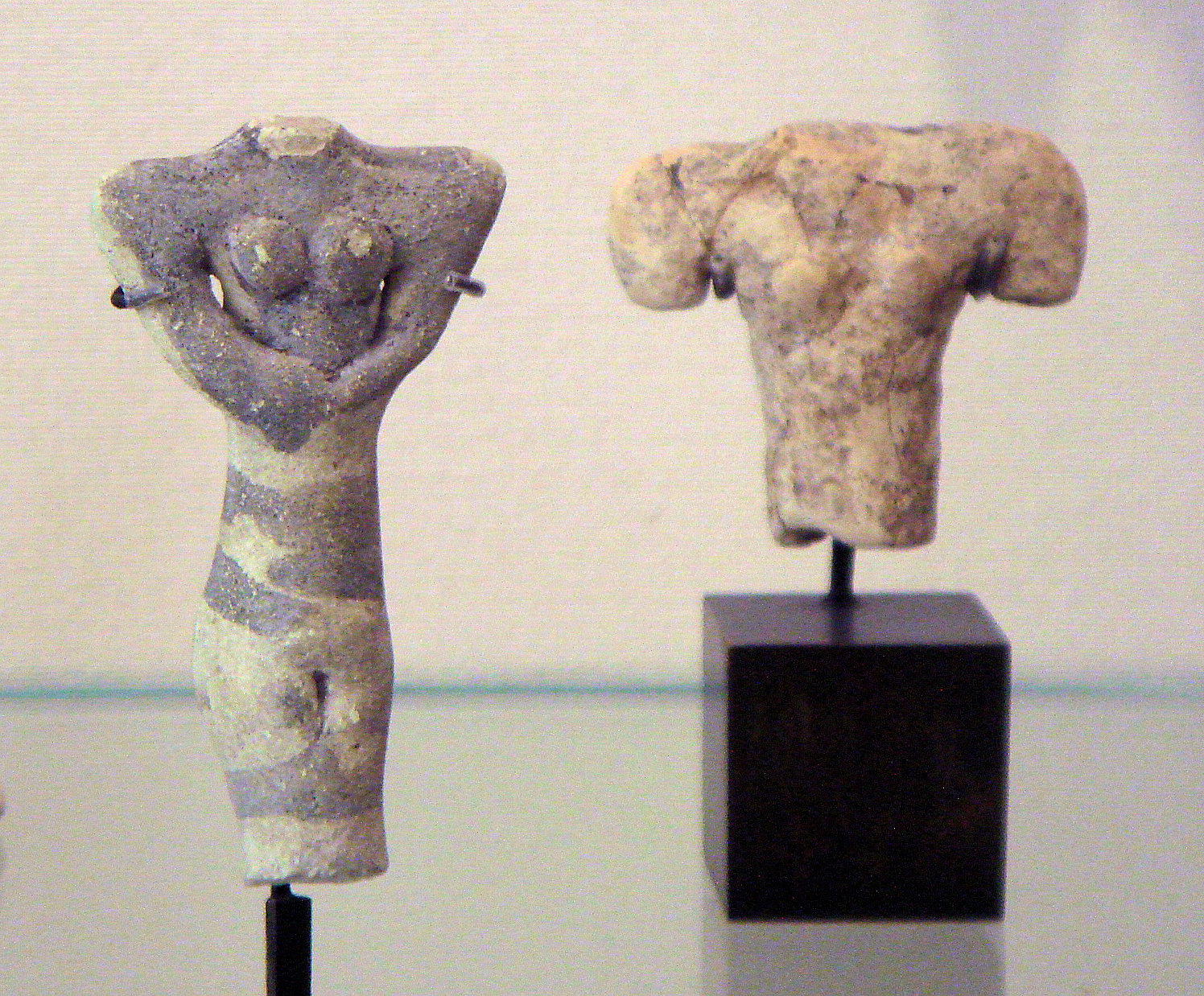
Figures femenines de ceràmica. Girsu, 4700-4200aC. Museu del Louvre
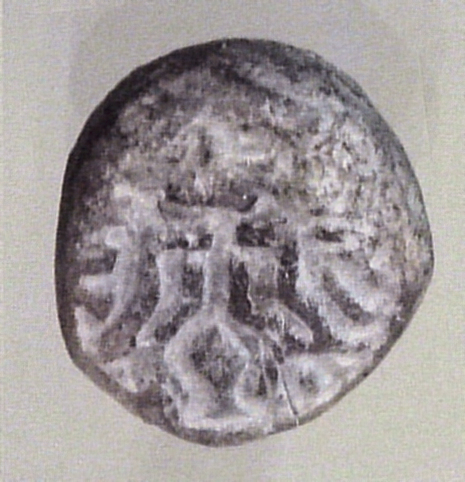
Segell de terracota amb motiu Senyor dels Animals. Tello, antic Girsu, període del final de l'Obeid (c. 4000 aC). Museu del Louvre AO14165.

A l'Alta Mesopotàmia, la cultura d'Ubaid es va expandir durant el període comprès entre el 5300 i el 4300 aC. Va ser precedida del període d'Halaf i del període de transició Halaf-Ubaid, i succeït pel període calcolític tardà. El nou període s'anomena Óbeid del Nord per distingir-lo de l'Obeid propi al sud de la Mesopotàmia.
Amb l'Obeid 3 (cap al 4500 aC), s'han trobat nombrosos exemples de ceràmica d'Obeid al llarg del golf Pèrsic, fins a Dilmun, on també s'ha trobat terrisseria de la civilització de la vall de l'Indus.
Els segells comencen a representar animals de forma estilística, i també tenen la primera representació coneguda del Senyor dels Animals al final del període, cap al 4000 aC.

## Difusió

### Civilització de la vall de l'Indus (5500–2000 aC)
El Creixent Fèrtil a l'Orient Pròxim és un dels orígens independents del Neolític, la font a partir de la qual l'agricultura i la terrisseria es van estendre per Europa fa entre 9.000 i 6.000 anys, amb una velocitat mitjana de al voltant d'1 km / any. També hi ha evidències clares de connexions causals de l'Orient Pròxim neolític més a l'est, fins a la vall de l'Indus. Hi ha diverses línies d'evidència que donen suport a la idea de connexió entre l'Orient Pròxim neolític i el subcontinent indi. El jaciment prehistòric de Mehrgarh (al Balutxistan, Pakistan modern) és el primer lloc neolític del nord-oest del subcontinent indi, datat fins al 8500 aC.
Els cultius domesticats neolítics a Mehrgarh inclouen principalment ordi i una petita quantitat de blat. Hi ha moltes proves de la domesticació local d'ordi i del bestiar zebú a Mehrgarh, però es suggereix que les varietats de blat són d'origen gairebé oriental, ja que la distribució moderna de les varietats salvatges de blat està limitada al nord de Llevant i al sud de Turquia. Un estudi detallat de mapes per satèl·lit d'alguns jaciments arqueològics a les regions del Balutxistan i del Khyber Pakhtunkhwa també suggereix similituds en les primeres fases de l'agricultura amb els llocs de l'Àsia occidental.
La ceràmica preparada per la construcció seqüencial de les lloses, els fosses circulars de foc farcits de còdols cremats i els grans graners són comuns tant a Mehrgarh com a molts jaciments mesopotàmics. Les postures de les restes esquelètiques en fosses de Mehrgarh tenen una gran semblança amb les d'Ali Kosh (a les muntanyes Zagros del sud de l'Iran). Malgrat la seva escassetat, les determinacions de l'edat arqueològica basades en carboni-14 dels jaciments neolítics primerencs del sud d'Àsia mostren una notable continuïtat a tota la vasta regió des de l'Orient Pròxim fins al subcontinen indi, consistent amb una extensió sistemàtica cap a l'est a una velocitat d'aproximadament de 0,65 km / any.

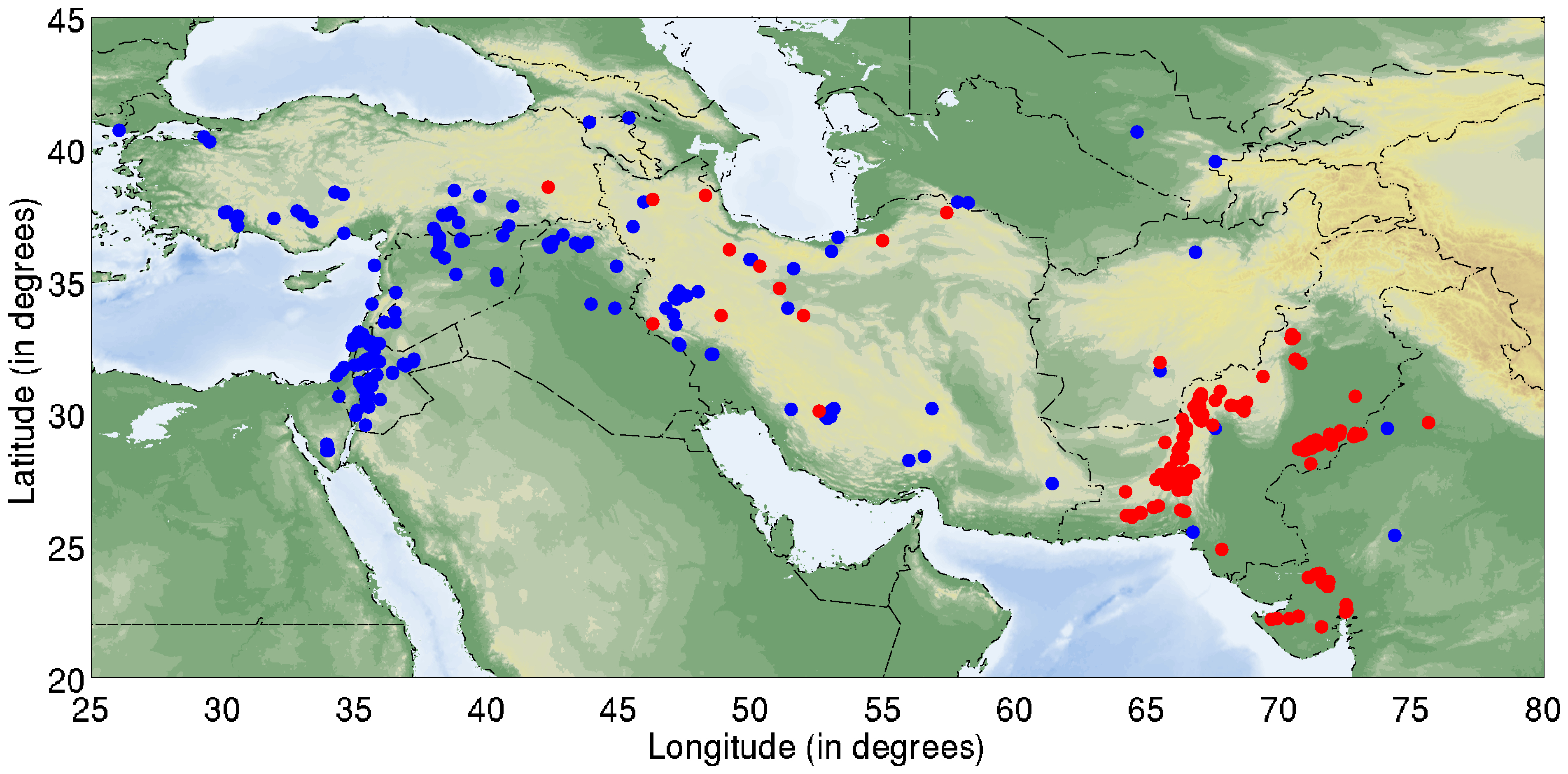
Jaciments neolítics primerencs a l'Orient Pròxim i Sud d'Àsia, entre el 10.000 i 3.800 aC
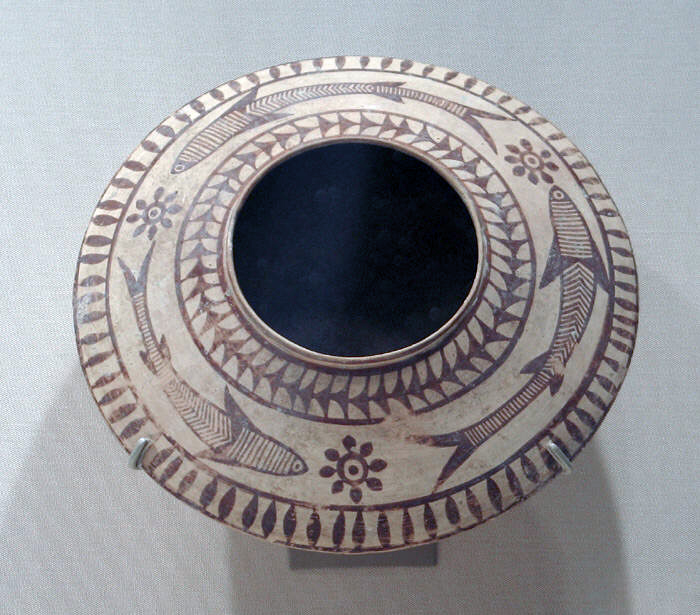
Ceràmica pintada de Mehrgarh, 3000-2500 aC.

Durant la cultura de Mehrgarh, precursora de la civilització de la vall de l'Indus, el període II (5500 - 4800 aC) i el període Merhgarh III (4800 - 3500 aC) van ser neolítics ceràmics (amb ceràmica), i posteriorment calcolítics. El període II s'anomena MR4 en aquest lloc i MR2 el període III. S'han trobat moltes proves de l'activitat de fabricació i es van utilitzar tècniques més avançades. Es van produir vidriar perles amb faiança i es van produir figuretes de terracota. Les figuretes femenines estaven decorades amb pintura i tenien diversos pentinats i adorns. Es van trobar dos enterraments flexionats del període II amb una coberta d'ocre vermell al cos. La quantitat de béns d'enterrament va disminuir amb el pas del temps, limitant-se a ornaments i deixant més béns amb enterraments de dones. Els primers segells es van produir a partir de terracota i ossos, i tenien dissenys geomètrics. Les tecnologies incloïen trepants de pedra i coure, kiln, grans forns i gresols de fusió de coure. Hi ha moltes evidències de comerç de llarga distància al període II; important com a indicació d'això és el descobriment de diverses perles de lapislàtzuli de Badakhxan. Els períodes II i III de Mehrgarh també són contemporanis amb una expansió de les poblacions assentades de les zones frontereres a la vora occidental del sud d'Àsia, incloent l'establiment d'assentaments com Rana Ghundai, Sheri Khan Tarakai, Sarai Kala, Jalilpur i Ghaligai.

### Europa

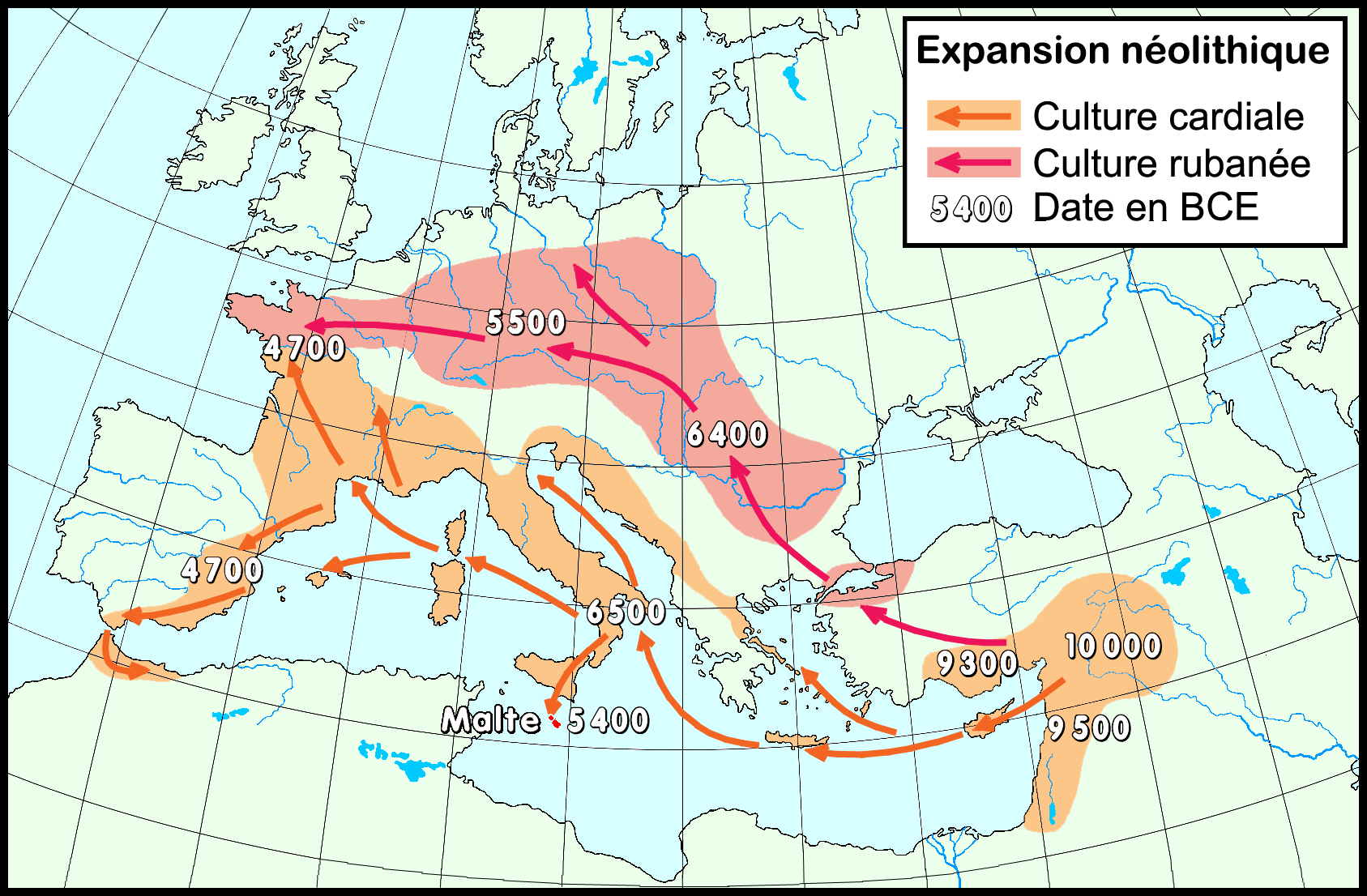
Expansió durant el Neolític de la ceràmica cardial i la ceràmica de bandes, segons l'arqueologia oficial

L'Europa neolítica està datada generalment entre el 7.000 i el 3.000 aC. La difusió del Neolític a Europa es va estudiar per primera vegada quantitativament a la dècada del 1970, quan hi havia disponibles un nombre suficient de determinacions d'edat arqueològica basades en carboni-14 de jaciments neolítics primerencs. Ammerman i Cavalli-Sforza van descobrir una relació lineal entre l'edat d'un jaciment neolític primerenc i la seva distància de la font convencional a l'Orient Pròxim (Jericó), demostrant així que, de mitjana, el neolític es va estendre a una velocitat constant d'1 km / any. Estudis més recents confirmen aquests resultats i donen una velocitat de 0,6-1,3 km / any al nivell de confiança del 95%.

#### Grècia
La Grècia neolítica està marcada per algunes creacions notables de pedra o ceràmica. El poblament de Sesklo dona nom a la més antiga cultura neolítica d'Europa coneguda, que va habitar Tessàlia i algunes parts de Macedònia. Els fragments més antics investigats a Sesklo van situar el desenvolupament de la civilització entre c. 7510 - c. 6190 aC, coneguda com a «proto-Sesklo» i «pre-Sesklo». Mostren una agricultura avançada i un ús molt primerenc de terrisseria que rivalitzen en edat a les documentades a l'Orient Pròxim.

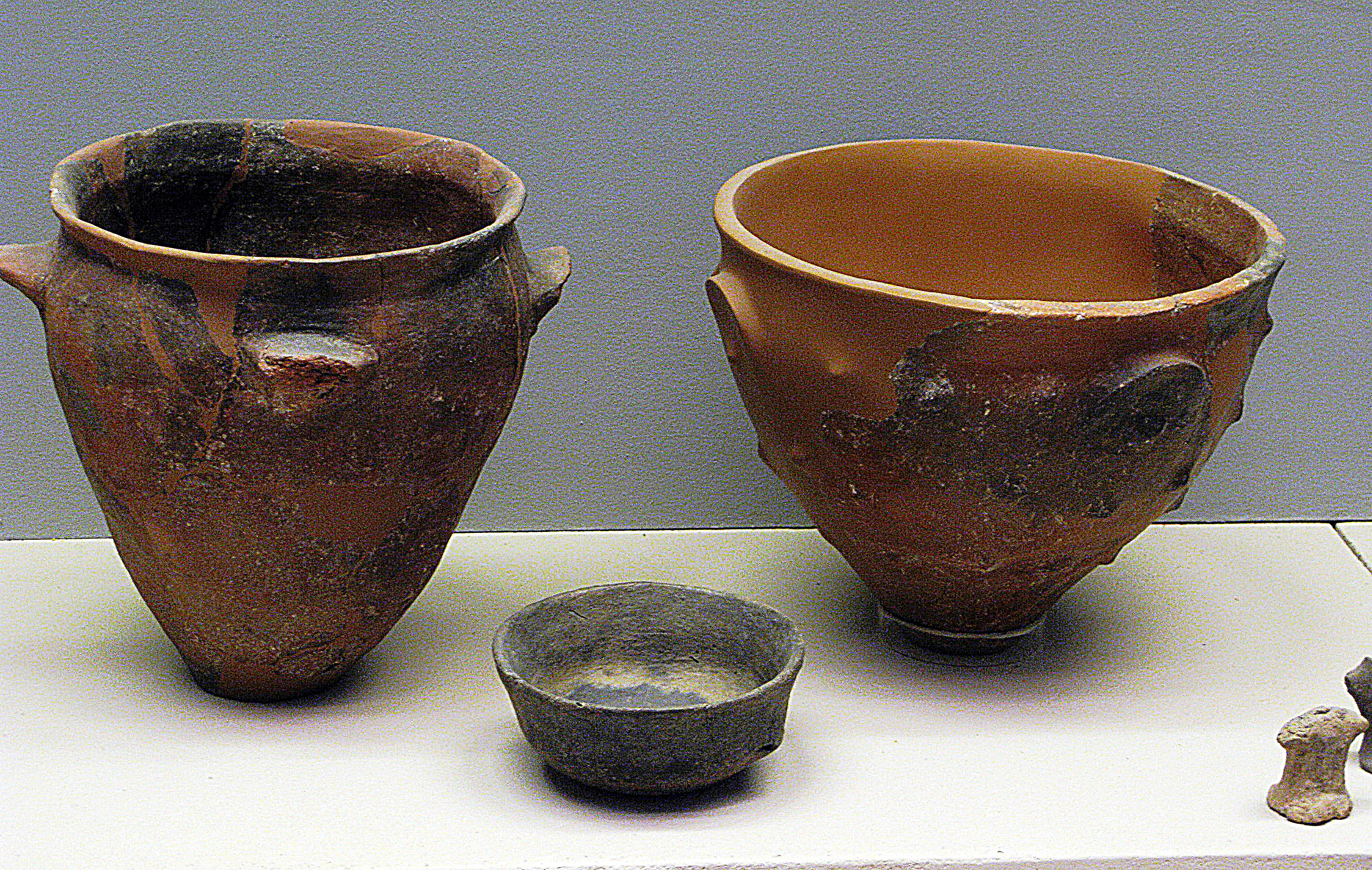
Tasses d'argila neolítiques. Sesklo, c. 5.500 aC. Museu Arqueològic Nacional d'Atenes
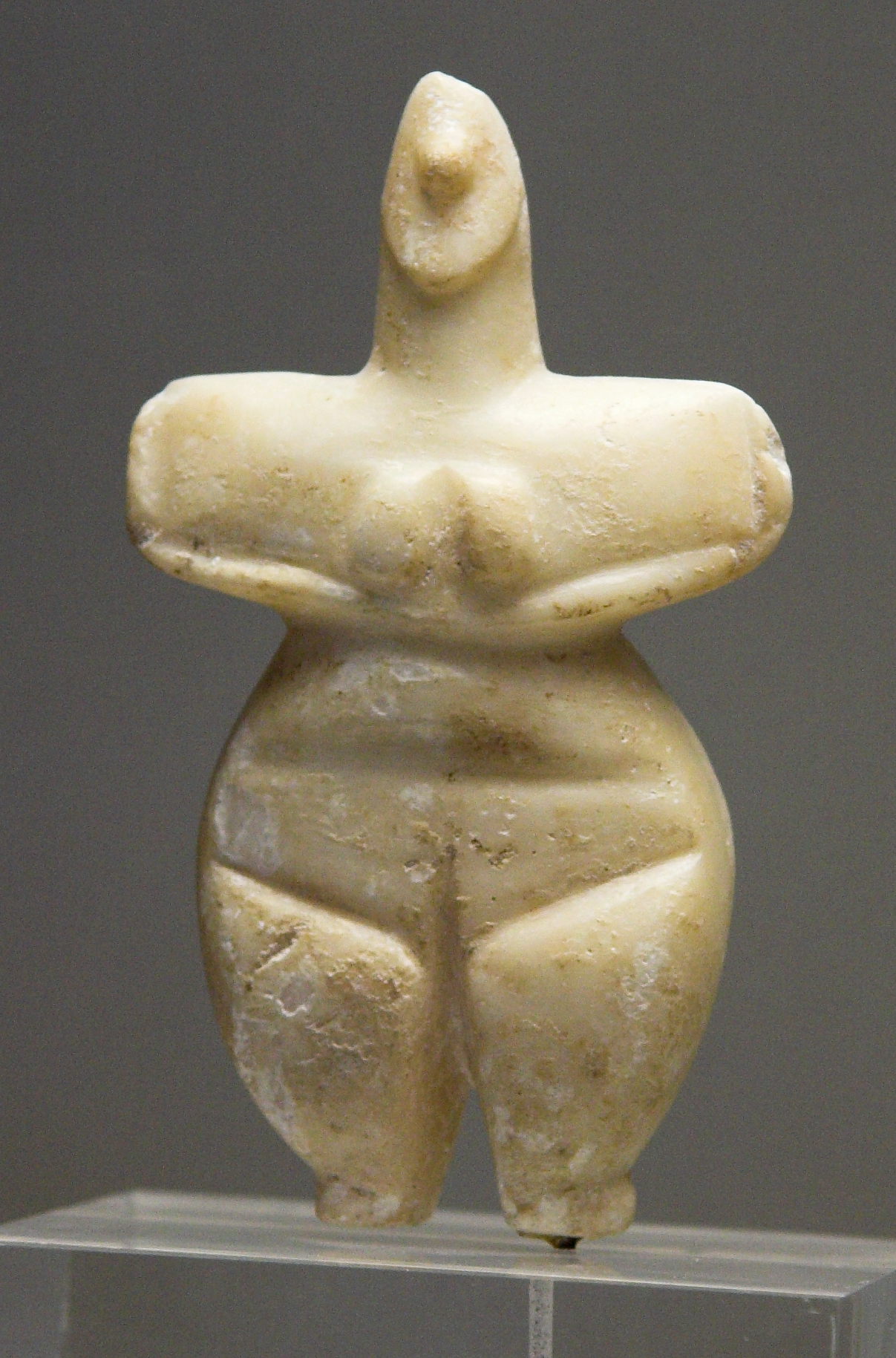
Figura femenina de marbre. Tessàlia, c 5.300-3.300 aC
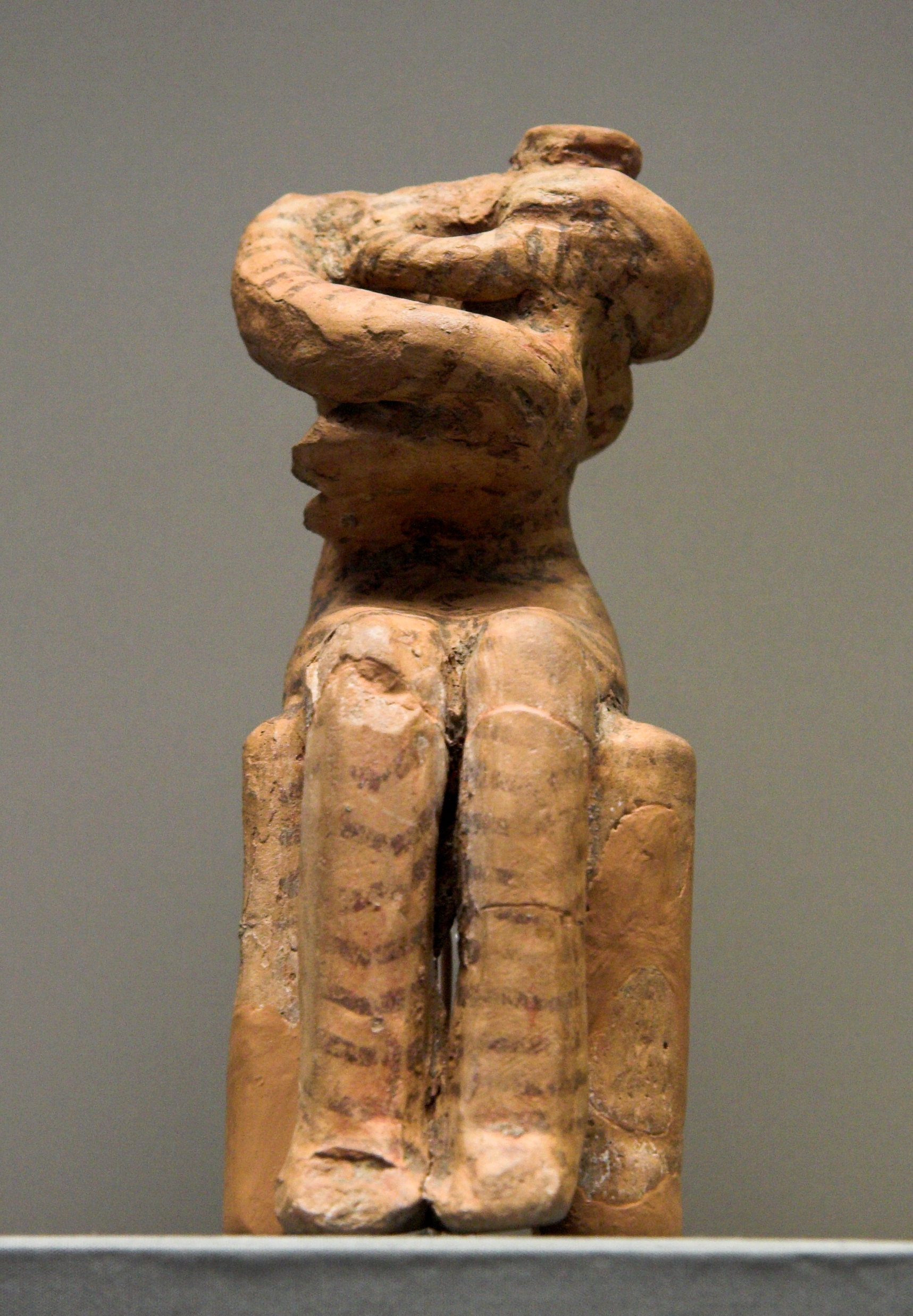
Figurina femenina d'una dona que té un nadó. Sesklo, 4.800-4.500 aC
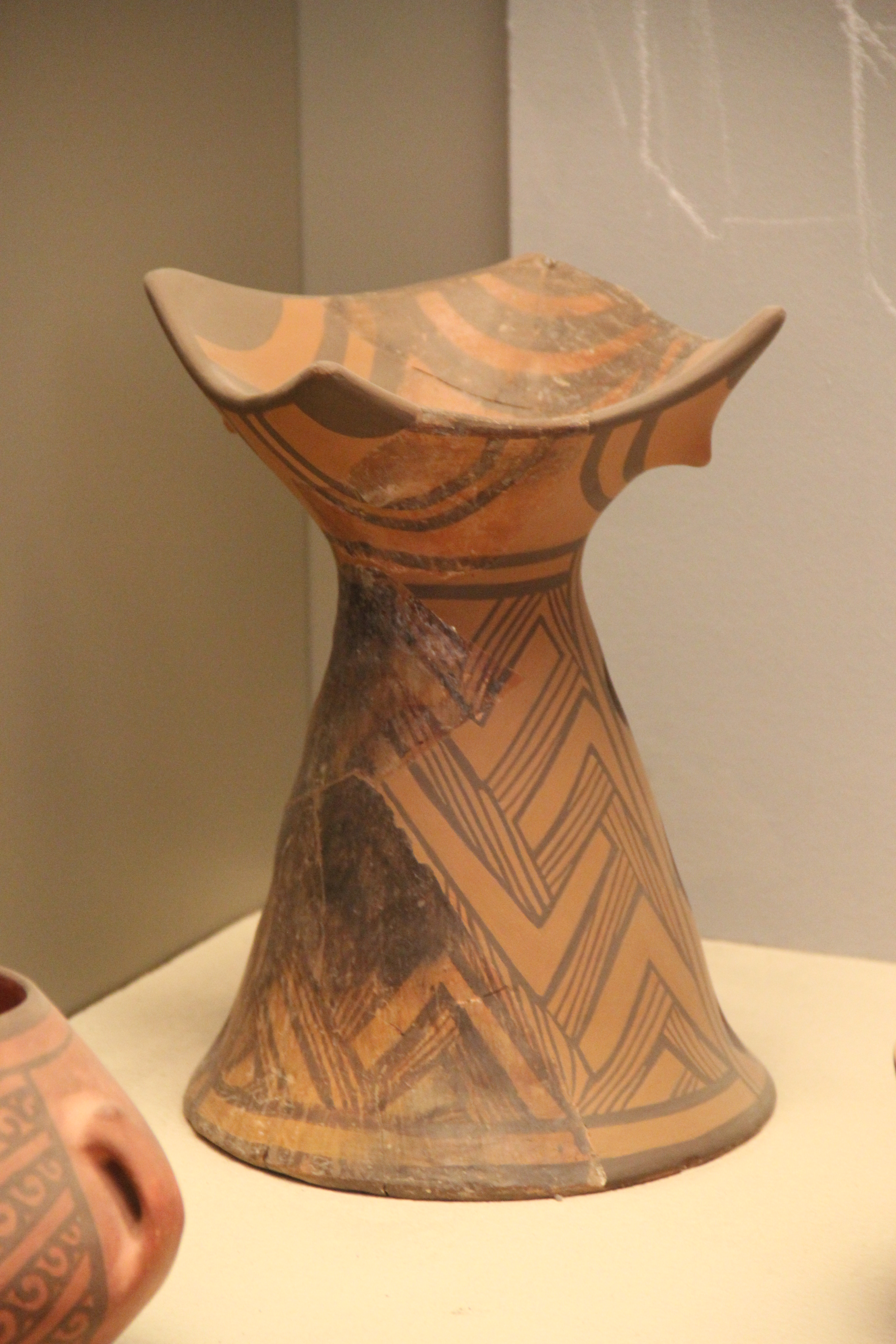
Gerro de la cultura de Sesklo

La decoració de la ceràmica evoluciona cap a motius de flama cap al final de la cultura de Sesklo. La ceràmica d'aquest estil «clàssic» de Sesklo també es va utilitzar a Macedònia Occidental, com a Sèrvia. Que hi ha moltes similituds entre la rara ceràmica d'Àsia Menor i la ceràmica grega neolítica primerenca es va reconèixer quan es van fer investigacions sobre si aquests pobladors podrien ser migrants d'Àsia Menor, però semblen existir semblances entre totes les ceràmiques primerenques que es troben a les regions orientals properes. El repertori de formes no és gaire diferent, però els bols d'Àsia Menor demostren diferències importants.
La cultura de Sesklo és crucial per a l'expansió del neolític a Europa. Les dades i investigacions apunten a la influència de la cultura de Sesklo tant en les cultures Karanovo com en Körös que semblen originar-se, i que al seu torn, van donar lloc a l'important corrent de la civilització del Danubi.

#### Nord i centre d'Europa: Cultura de la ceràmica de bandes (5500–4500 aC)

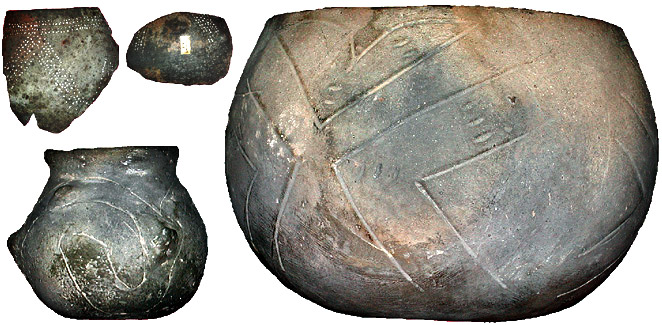
Ceràmica de bandes: «Els vasos són globus oblats, tallats a la part superior i aplanats lleugerament a la part inferior que suggereixen una carbassa».- Frank Hibben.
Es pot observar la imitació de bandes pintades fetes amb incisions

La cultura de la ceràmica de bandes és un horitzó arqueològic important del neolític europeu, que va florir c. 5500 - 4500 aC. Es abreuja com a «LBK» (de l'alemany: Linearbandkeramik), i també es coneix com a «ceràmica de bandes lineals», «ceràmica lineal» o «cultura de la ceràmica incisa», i entra dins de la «cultura del Danubi I» de Vere Gordon Childe.
L'evidència més densa d'aquesta cultura es troba al Danubi mitjà, l'Elba superior i mitjà i el Rin superior i mitjà. És un dels fets principals en la difusió inicial de l'agricultura a Europa. La ceràmica que va rebre aquest nom consisteix en copes simples, bols, gerros i gerres, sense mànecs, però en una fase posterior amb llaços o nanses, bases i colls.
Entre els jaciment importants hi ha Nitra (Eslovàquia), Bylany (República Txeca), Langweiler i Zwenkau (Alemanya), Brunn am Gebirge (Àustria), Elsloo, Sittard, Köln-Lindenthal, Aldenhoven, Flomborn i Rixheim (Rin), Lautereck i Hienheim (Danubi superior), i Rössen i Sonderhausen (Elba mitjà).
Es reconeixen dues variants de la cultura de la ceràmica lineal primerenca:
- La cultura de la ceràmica lineal primerenca o occidental es va desenvolupar al Danubi mitjà, incloent l'oest d'Hongria, i es va estendre pel Rin, l'Elba, l'Òder i el Vístula.
- La cultura de la ceràmica lineal oriental va florir a l'est d'Hongria.

També es defineixen les fases mitjanes i tardanes. A la fase mitjana, la cultura de la ceràmica lineal primerenca es va introduir en la cultura Bug-Dniester i va començar a fabricar ceràmica de notes musicals. A la fase tardana, la cultura de la ceràmica decorada amb punçó es va estendre pel Vístula i l'Elba.
Finalment, diverses cultures van substituir la cultura de la ceràmica de bandes, però sense una correspondència individual entre les seves variants i les cultures que la substitueixen. En canvi, el mapa de la cultura és complex. Algunes de les cultures successores són les cultures de Hinkelstein, Großgartach, Rössen, Lengyel, Cucuteni-Trypillian i Boian-Maritza.
El període del Neolític a Europa el va succeir l'edat del bronze cap al 3000 aC.